# Antonio Ciccone
Antonio Ciccone (Saviano, 7 febbraio 1808 – Napoli, 2 maggio 1893) è stato un politico e medico italiano, senatore del Regno.
Fu Ministro dell'agricoltura, dell'industria e del commercio del Regno d'Italia nel Governo Menabrea II.